# Монофторофосфат натрия
Монофторофосфат натрия — неорганическое соединение,
соль натрия и фторфосфорной кислоты с формулой Na2PO3F,
бесцветные кристаллы,
растворяется в воде,
образует кристаллогидраты.

## Получение
- Реакция триметафосфата натрия и фторида натрия:

{\displaystyle {\mathsf {Na_{3}P_{3}O_{9}+3NaF\ {\xrightarrow {700-800^{o}C}}\ 3Na_{2}PO_{3}F}}}

## Физические свойства
Монофторофосфат натрия образует бесцветные кристаллы.
Растворяется в воде.
Образует кристаллогидрат состава Na2PO3F•10H2O.

## Применение
- Компонент зубных паст.
- Реагент для фторирования воды.
- Промежуточный продукт при синтезе других фторофосфатов.